# Serge Lemoyne
Pour les articles homonymes, voir Lemoyne.
Pour l’article ayant un titre homophone, voir Serge Lemoine.
Serge Lemoyne (né le 13 juin 1941 à Acton Vale, mort le 12 juillet 1998 à Saint-Hyacinthe) est un artiste-peintre québécois.

## Biographie
Serge Lemoyne étudie à l'École des beaux-arts de Montréal de 1958 à 1960, au moment où il est expulsé de l'école. Dans la foulée des courants artistiques américains, il crée des happenings et participe à des collectifs d'artistes. Cherchant à briser les barrières entre l'art et le public, il participe à plusieurs évènements d'art engagé dans les années 1960-1970 (comme la Semaine A ou les groupes L'Horloge et Zirmate). En 1965, il fait le graphisme avec Pierre Cornellier et Reynald Connolly de l'œuvre Calorifère de Claude Péloquin. Son travail le plus connu est sans aucun doute sa période Bleu Blanc Rouge sous la thématique de l'équipe de hockey, les Canadiens de Montréal, dont les couleurs du chandail sont le bleu, le blanc et le rouge. Cette série est née en 1969 lors d'une performance de peinture en direct où Lemoyne transforme la Galerie 20-20 de London (Ontario) en patinoire de hockey. Il réalise plusieurs œuvres sur le thème du hockey à partir d'images reprises des journaux. Son tableau le plus caractéristique est sans doute l'acrylique sur toile Dryden (224 × 346 cm), peint en 1975 à partir d'une photographie du gardien Ken Dryden. En 2000, le Musée des Beaux-Arts de Montréal acquiert le tableau et en fait une œuvre phare de sa collection d'art québécois et canadien.
Influencé par le cinéma, Lemoyne commence, durant cette période, à filmer des gros plans de ses tableaux qu'il convertit en nouveaux tableaux. Sa période Bleu Blanc Rouge se termine, comme il l'avait promis, le 24 juin 1979 par une exposition de ses toiles sur sa maison. Le peintre se consacre alors à sa Période supplémentaire, allusion au temps ajouté à une partie de hockey lorsqu'elle termine par un pointage nul à la fin du temps réglementaire. Les couleurs dominantes demeurent les mêmes que dans la période précédente, mais dévoilent des couleurs alors bannies par un jeu de déplacement de formes (un triangle et une arche) sur la toile.
En 1978, Lemoyne hérite de la maison familiale, un ancien magasin général de 21 pièces situé près de la gare d'Acton Vale. Dépourvu de moyens pour la rénover, il l'utilise comme support pictural, faisant d'elle une « œuvre d'art en progression », ce que reconnaîtra la Cour supérieure du Québec en 1993. À l'occasion, la maison lui sert d'aire d'exposition de ses toiles, de support publicitaire pour sa campagne en tant que candidat au Parti Rhinocéros en 1984 ou pour des événements comme Œuvres en direct durant lequel des artistes sont invités à intervenir sur la maison, en 1994. Une poursuite de la municipalité l'oblige à démolir une partie de la maison pour des raisons de sécurité. Lemoyne en profite pour récupérer des sections qu'il transforme en œuvres. La maison est la proie d'un incendie criminel le 1er septembre 2000.
Lemoyne est un des premiers peintres québécois à travailler sur ordinateur. Jugeant que tout peut servir en art, il s'approprie cet outil avec lequel il retravaille des photos de sa maison. Il transpose ensuite sur toile les images ainsi obtenues, donnant naissance à sa série des Écrans.
En 1993, il a réalisé une immense fresque murale, L'art est un jeu (26,3 m × 5,6 m) pour un des restaurants du Casino de Montréal. La préservation de cette œuvre fait l'objet d'une polémique lors du début des travaux de rénovation, démarrés en 2009, qui menacent l'œuvre peinte directement sur le mur. En 2011, cédant aux pressions, Loto-Québec, avec la collaboration du Centre de conservation du Québec, fait découper la fresque en sections entreposées dans des caissons, dans l'attente de trouver un preneur.
C'est après avoir découvert l'œuvre L'Atelier rouge de Matisse que Lemoyne décide d'entreprendre une série hommage à ce peintre. De 1996 jusqu'à sa mort, il crée plus de cinq cents petits tableaux rassemblés par couleur et souvent peints avec peu d'interventions. Parallèlement, il entame sa série Trous noirs. Ce sont également de petits tableaux de couleurs vives que Lemoyne recouvre progressivement de peinture noire, allant quelquefois jusqu'à les masquer entièrement.
Il meurt en 1998, victime d'une tumeur au cerveau. Un parc à son nom a été inauguré en 2003 pour souligner son œuvre. Il existe également une « Place Serge Lemoyne » à Acton Vale sur le site même de son ancienne résidence.

## Démarche
Dès la période de ses études, Lemoyne cherche à décloisonner l'art. Durant les années soixante, il participe ou organise des événements où le public est invité à participer : « ...toutes ces dérives, tous ces gestes plus ou moins dignes de Fluxus, en disent long sur l'attitude agitation de Lemoyne et sa volonté de faire participer les gens, de leur faire prendre conscience, au-delà des tabous et des hiérarchies, de la diversité de la création ». Il improvise notamment des tableaux à la bombe aérosol.
C'est lors d'une démonstration d'action painting, en 1968, qu'il décide de peindre durant dix ans tous ses tableaux à l'aide des trois couleurs (bleu, blanc et rouge) du club Canadien de Montréal. Empruntant au langage pop art et à celui de la peinture gestuelle, notamment avec les coulées de peinture, Lemoyne peint une série de tableaux mi-figuratifs, mi-abstraits, dont le sujet est le hockey, en particulier les joueurs de l'équipe de Montréal. Le peintre cherche avec cette thématique à créer un lien entre le grand public et les cercles plus élitistes de l'art.
Il explore également les objets tridimensionnels en récupérant des sections de sa maison démolie, démolition exigée par ordre de la cour. Recouverte de peinture, comme un atelier à ciel ouvert, canevas pour des œuvres sur toile, ces sections (rosaces, coins, barreaux, linteaux, etc.) sont devenues des œuvres en soi, placées sur des socles, comme une sculpture, ou directement intégrées à une toile. Ce recyclage est conforme à la démarche de Lemoyne pour qui tout peut servir à la création artistique. C'est dans cette optique qu'il a intégré l'ordinateur à sa démarche et qu'il a exploré le multimédia, notamment par l'introduction de sources sonores dans ses installations.

## Expositions
- 1969 : Galerie 20/20, London, Ontario.
- 1987 : Serge Lemoyne. Une rétrospective, 1960-1987, Musée national des beaux-arts du Québec, Québec.
- 1987 : Les Cent jours d’art contemporain de Montréal, Montréal.
- 2012 : Espace Création, galerie de Loto-Québec, Montréal.
- 2021 : Lemoyne. Hors jeu, Musée national des beaux-arts du Québec[9]

## Œuvres
- Composition IV, 1962, acrylique sur bois, 122,2 x 81,5 cm, Musée national des beaux-arts du Québec, Québec[10].
- Espace, 1964, acrylique sur papier marouflé sur carton, 48,4 x 63,5 cm, Musée national des beaux-arts du Québec, Québec[11].
- Quebec Prisoner of Confederation, 1969, acrylique sur verre, 79 x 59 cm, Musée national des beaux-arts du Québec, Québec[12].
- La Vitesse Rocket, 1974, acrylique sur toile, 122 cm × 228,5 cm, Galerie Lacerte art contemporain[13].
- Trophée pour l’Évènement Party d’étoiles, 1973, 19,3 x 34,5 x 30 cm, Musée national des beaux-arts du Québec, Québec[14]
- Le Masque, 1975, acrylique sur toile, 101,5 cm × 172,5 cm.
- Dryden, 1975, acrylique sur toile, 224 x 346 cm, Musée des beaux-arts de Montréal, Montréal[15].
- Forum stellaire, 1976, acrylique sur toile, 213 cm × 167 cm.
- Bleu, Blanc, Rouge continu 1, 2, 3, 1976, acrylique sur toile, 168 x 122,2 cm, Musée national des beaux-arts du Québec, Québec[16].
- Le Cinquantième But de Lafleur , 1977, lithographie, 18/50, 63,7 x 99,5 cm, Musée national des beaux-arts du Québec, Québec[17].
- Mondou, de la série «Bleu-blanc-rouge», 1977, sérigraphie, 20/80, 40,5 x 50,7 cm, Musée national des beaux-arts du Québec, Québec[18].
- Pointe d'étoile, 1977, acrylique sur toile, 154 cm × 275 cm.
- Béliveau, 1978, sérigraphie, 24/25, 41,1 x 50,9 cm, Musée national des beaux-arts du Québec, Québec[19].
- Le No. 8, 1978, sérigraphie, 7/15, 41 x 51 cm, Musée national des beaux-arts du Québec, Québec[20]
- Road Runner, de la série «Bleu-blanc-rouge», 1978, sérigraphie, 33/50, 58,7 x 44,3 cm, Musée national des beaux-arts du Québec, Québec[21].
- Défense, de la série «Bleu-blanc-rouge», 1978, sérigraphie, 25/35, 58,7 x 44,4 cm, Musée national des beaux-arts du Québec, Québec[22].
- Période supplémentaire : 4, 1980, acrylique sur toile, 137 cm × 213 cm.
- Sans titre, 1981, encre, peinture en aérosol et pliage sur papier, 66 x 102,7 cm, Musée national des beaux-arts du Québec, Québec[23].
- Son allure de perspective, 1982, acrylique sur toile, 132 cm × 190 cm.
- Traversée d'Amérique, 1982, acrylique sur toile, 191 x 132,5 cm, Musée national des beaux-arts du Québec, Québec[24].
- Intersection jaune sur fond noir, 1982, acrylique sur toile, 209 x 147,7 cm, Musée national des beaux-arts du Québec, Québec[25].
- Les épaves, je les regarde, 1983, acrylique sur toile, 190,5 x 129,5 cm, Musée national des beaux-arts du Québec, Québec[26].
- Blanc, de la série des «Noms», 1983-1984, acrylique sur toile, 275 x 229 cm, Musée national des beaux-arts du Québec, Québec[27].
- À la Manière de Gauguin, 1985-1986, acrylique sur toile, 102 × 142 cm, collection privée.
- Text Edit, acrylique sur toile, 1986, 137,2 cm × 182,9 cm.
- Station III, Hommage aux Automatistes, 1987, acrylique sur toile, tapis, styromousse, corde.
- Station III, Hommage aux plasticiens, du triptyque Trilogie d'un triangle noir, 1987, acrylique sur toile et tapis synthétique, armature de métal, styromousse, corde de coton, corde de nylon et punaises, 370 x 540 x 30,5 cm, Musée national des beaux-arts du Québec, Québec[28].
- Hommage à Jean-Paul Riopelle, de la série Hommage aux artistes vivants, 1987, acrylique et assemblage sur carton mousse, 51 x 55 cm, Musée national des beaux-arts du Québec, Québec[29].
- Hommage à Pierre Gauvreau, de la série Hommage aux artistes vivants, 1987, acrylique et assemblage sur carton mousse, 49,5 x 49 cm, Musée national des beaux-arts du Québec, Québec[30].
- Hommage à Ulysse Comtois, de la série Hommage aux artistes vivants, 1987, acrylique et assemblage sur carton mousse, 57,5 x 45 cm, Musée national des beaux-arts du Québec, Québec[31].
- Autoportrait, 1988-1989, acrylique et photographie sur toile, 137,5 x 101,5 cm, Musée national des beaux-arts du Québec, Québec[32].
- Trente-trois Millions, de la série « Bleu-blanc-rouge », 1995, sérigraphie, 12/37, 38 x 56,5 cm, Musée national des beaux-arts du Québec, Québec[33].
- Hommage à Matisse, 1996-1997, acrylique sur panneau de bois, 30,5 x 30,5 cm (oeuvre); 42,7 x 42,7 cm (avec cadre), Musée national des beaux-arts du Québec, Québec[34].
- Atelier rouge, 1996-1997, acrylique sur contreplaqué, 263 x 327 cm (ensemble), Musée national des beaux-arts du Québec, Québec[35].
- Trou noir (tableaux 1 à 6), 1996-1998, acrylique sur toile, 61 cm × 61 cm chacun.